# Threskiornis solitarius
Raphus solitarius là một loài chim trong họ Columbidae. Loài này đã tuyệt chủng, trước đây là loài đặc hữu của quần đảo núi lửa Réunion trong Ấn Độ Dương. Mẫu bán hóa thạch đầu tiên được tìm thấy năm 1974, và loài này được mô tả khoa học đầu tiên năm 1987. Nó có quan hệ rất gần với Cò quăm Madagascar, Cò quăm trắng châu Phi, và Cò quăm cổ vàng rơm.